# Schönes Schlamassel
Schönes Schlamassel (Arbeitstitel: Schöner Schlamassel) ist ein deutsch-österreichischer Fernsehfilm aus dem Jahr 2020 von Wolfgang Murnberger mit Verena Altenberger, Lisa Wagner, Maxim Mehmet, Lasse Myhr und Dieter Hallervorden. Die Erstausstrahlung der romantischen Komödie im Ersten erfolgte am 2. September 2020 im Rahmen des FilmMittwochs im Ersten. Im ORF wurde der Film am 2. Dezember 2020 erstmals gezeigt.

## Handlung
Anne Braun ist eine junge nichtjüdische Frau, die für das Judentum schwärmt und sich mit ihrer Buchhandlung auf jüdische Literatur spezialisiert hat. Außerdem ist sie in einem jüdischen Altenheim ehrenamtlich tätig und unterstützt den jüdischen Autor Schlomo Wisniewski. Während Annes Großeltern durch den Handel mit Wertgegenständen ihrer jüdischen Mitmenschen im Zweiten Weltkrieg zu Reichtum gelangten, übernahmen Annes Eltern den Kunst- und Antiquitätenhandel ohne zu hinterfragen, woher ihr ererbtes Vermögen stammt. Anne empfindet es daher als ihre Pflicht, das schlechte Karma ihrer Familie abzuarbeiten und möchte Wiedergutmachung leisten.
Außerdem wünscht sich Anne unbedingt einen jüdischen Freund. Um Anne zu beeindrucken, gibt sich der junge Gynäkologe Daniel im Rahmen einer Feier mit Annes Freundin Laura und seinem besten Freund und jüdischen Arztkollegen Tobias als Jude aus. In der Folge wird aus Anne und Daniel ein Paar. Aus Daniels kleinem Schwindel wird ein Gespinst aus Notlügen, aus dem er nicht mehr herausfindet. Er hofft darauf, dass ihn Anne am Ende so liebt, wie er ist.
In einem seiner Bücher schrieb Schlomo Wisniewski über seine Erinnerungen, nach denen er als Kind ein Konzentrationslager überlebt haben soll. Tobias findet allerdings heraus, dass es sich zumindest bei einem Teil des Buches um die Erinnerungen seiner Großtante handelt und Wisniewski von ihr abgeschrieben hatte. Außerdem stellt sich heraus, dass Wisniewski so wie Daniel ebenfalls kein Jude ist, in einem Waisenhaus in der Schweiz aufwuchs und nie im KZ war.
Daniel gesteht Anne schließlich, dass er kein Jude ist. Anne ist zunächst schwer enttäuscht. Nachdem sich Daniel bei Anne für seine Lüge entschuldigt und ihr seine Liebe gestanden hat, verzeiht sie ihm. Die beiden werden Eltern eines Kindes.

## Produktion und Hintergrund
Die Dreharbeiten fanden vom 7. November bis zum 5. Dezember 2019 statt, gedreht wurde in München. Produziert wurde der Film von der Conradfilm von Marc Conrad und der Bavaria Fiction (Maren Knieling) im Auftrag des Bayerischen und des Österreichischen Rundfunks.
Für das Kostümbild zeichnete Sylvia Risa verantwortlich, für das Szenenbild Peter Robert Schwab, für Ton und Sounddesign Lutz Pape und Christopher Trucks, für die Maske Dorothea Goldfuß und Nannie Gebhardt-Seele und für das Casting Gwendolyn Clayton und Siegfried Wagner.
Regisseur und Drehbuchautor Wolfgang Murnberger arbeitete bereits bei Luis Trenker – Der schmale Grat der Wahrheit mit Drehbuchautor Peter Probst zusammen. Für Dieter Hallervorden war dies nach Die Spätzünder 2 – Der Himmel soll warten die zweite Zusammenarbeit mit Wolfgang Murnberger.
Für die Dialog-Pointen holte sich Wolfgang Murnberger den jüdischen Autor Sammy Drechsler, der zuvor unter anderem für die Harald-Schmidt-Show schrieb.

## Rezeption
Rainer Tittelbach von tittelbach.tv bezeichnete den Film als Romantic Comedy mit gesellschaftspolitischem Subtext. Die RomCom-Standards explizit mit dem Philosemitismus- und implizit mit dem leider wieder aktuell gewordenen Antisemitismus-Thema aufzuladen, funktioniere ausgesprochen gut. Aber auch ohne den politischen Mehrwert sei der Film eine ganz prächtige Komödie. Der Film habe Witz, Ironie, Drive, und die Dialogwechsel seien köstlich.
Eric Leimann verglich den Film im Weser Kurier mit Alles auf Zucker! (2004). Es gäbe nicht viele deutsche Komödien, die souverän und auch noch witzig mit jüdischer Kultur spielen; zu viele Fettnäpfchen könnten einem Erfolg im Wege stehen. Auch wenn Schönes Schlamassel nicht an Alles auf Zucker! herankomme, sei der Film eine sehr gelungene romantische Komödie geworden. Die Dialoge würden sitzen und das bezaubernde Spiel von Verena Altenberger steche aus dem insgesamt sehr gut aufgelegten Schauspiel-Ensemble noch mal heraus. Der Film sei außerdem nicht nur romantisch und lustig, sondern auch eine wunderbar beiläufige Erzählung wider kulturelle Klischees und vorschnelle Urteile.
Tilmann P. Gangloff beschrieb den Film in der Frankfurter Rundschau als „rundum gelungene romantische Komödie“. Die große Stärke der Geschichte liege neben dem Handlungskern mit der nicht aufgeklärten Verwechslung und den spritzigen Dialogen im Entwurf der weiblichen Hauptfigur. Clever sei auch die Idee, Daniels Scharade auf einer zweiten Ebene zu spiegeln: In der Figur Schlomo Wisniewski, der als Kind ein Konzentrationslager überlebte und seine Erinnerungen aufgeschrieben hatte, wobei Tobias herausfindet, dass es sich zumindest bei einem Kapitel des Buches um die Erinnerungen von jemand anderem handelt. Der Film berühre durchaus ernste Aspekte, bleibe aber auch dank der munteren Musik stets Komödie.
Martin Doerry meinte im Nachrichtenmagazin Der Spiegel, dass Regisseur Wolfgang Murnberger zusammen mit Peter Probst ein ziemlich cleveres Drehbuch geschrieben habe, auch wenn die Pointen manchmal etwas klapperten.
Quote
Den Film verfolgten bei Erstausstrahlung im Ersten durchschnittlich vier Millionen Zuschauer, der Marktanteil lag bei 14,5 Prozent.